# Ellenhausen
Ellenhausen település Németországban, Rajna-vidék-Pfalz tartományban. Lakosainak száma 316 fő (2023. december 31.).

## Népesség
A település népességének változása:
| Lakosok száma | 243  | 281  | 307  | 286  | 286  | 311  | 302  | 316  |
|               | 1975 | 2010 | 2014 | 2017 | 2019 | 2021 | 2022 | 2023 |